# Mistrovství světa v pozemním hokeji žen 2010
12. mistrovství světa v pozemním hokeji žen se uskutečnilo ve dnech 29. srpna až 11. září 2010 v Rosariu na stadionu Estadio Mundialista de Hockey.

## Program turnaje
Turnaje se zúčastnilo 12 týmů, které byly rozděleny do 2 šestičlenných skupin, ve kterých se hrálo způsobem jeden zápas každý s každým a poté týmy na 1. a 2. místě ve skupinách postoupily do semifinále. Týmy na 3. místě hrály zápas o 5. místo, týmy na 4. místě hrály o 7. místo, na 5. místě o 9. místo a na 6. místě o 11. místo.

## Základní skupiny

### Skupina A
- 30. srpna
- Nizozemsko - Indie 7:1
- Německo - Nový Zéland 2:0
- Austrálie - Japonsko 2:1
- 1. září
- Indie - Austrálie 3:6
- Nizozemsko - Nový Zéland 7:3
- Německo - Japonsko 2:1
- 3. září
- Indie - Německo 1:4
- Austrálie - Nizozemsko 1:4
- Japonsko - Nový Zéland 2:2
- 5. září
- Japonsko - Indie 0:2
- Německo - Nizozemsko 1:2
- Nový Zéland - Austrálie 1:4
- 7. září
- Nový Zéland - Indie 3:0
- Nizozemsko - Japonsko 5:2
- Austrálie - Německo0:1

| Poř. | Tým         | Z | V | R | P | VG | OG | B  |
| ---- | ----------- | - | - | - | - | -- | -- | -- |
| 1.   | Nizozemsko  | 5 | 5 | 0 | 0 | 25 | 8  | 15 |
| 2.   | Německo     | 5 | 4 | 0 | 1 | 10 | 4  | 12 |
| 3.   | Austrálie   | 5 | 3 | 0 | 2 | 13 | 10 | 9  |
| 4.   | Nový Zéland | 5 | 1 | 1 | 3 | 9  | 15 | 4  |
| 5.   | Indie       | 5 | 1 | 0 | 4 | 7  | 20 | 3  |
| 6.   | Japonsko    | 5 | 0 | 1 | 4 | 6  | 13 | 1  |

### Skupina B
- 29. srpna
- Čína - Jižní Korea 1:2
- Španělsko - Anglie 2:3
- Argentina - Jihoafrická republika 5:2
- 31. srpna
- Čína - Anglie 0:1
- Jihoafrická republika - Španělsko 2:1
- Argentina - Jižní Korea 1:0
- 3. září
- Jihoafrická republika - Čína 1:4
- Anglie - Jižní Korea 1:1
- Španělsko - Argentina 0:4
- 4. září
- Anglie - Jihoafrická republika 2:1
- Jižní Korea - Španělsko 2:2
- Čína - Argentina 0:2
- 6. září
- Španělsko - Čína 0:6
- Jižní Korea - Jihoafrická republika 5:3
- Argentina - Anglie 2:0

| Poř. | Tým          | Z | V | R | P | VG | OG | B  |
| ---- | ------------ | - | - | - | - | -- | -- | -- |
| 1.   | Argentina    | 5 | 5 | 0 | 0 | 14 | 2  | 15 |
| 2.   | Anglie       | 5 | 3 | 1 | 1 | 7  | 6  | 10 |
| 3.   | Jižní Korea  | 5 | 2 | 2 | 1 | 10 | 8  | 8  |
| 4.   | Čína         | 5 | 2 | 0 | 3 | 11 | 6  | 6  |
| 5.   | Jižní Afrika | 5 | 1 | 0 | 4 | 9  | 17 | 3  |
| 6.   | Španělsko    | 5 | 0 | 1 | 4 | 5  | 17 | 1  |

## Zápasy o umístění

### Zápas o 11. místo
- 9. září
- Japonsko - Španělsko 2:1

### Zápas o 9. místo
- 10. září
- Indie - Jihoafrická republika 4:3

### Zápas o 7. místo
- 10. září
- Nový Zéland - Čína 3:0

### Zápas o 5. místo
- 10. září
- Austrálie - Jižní Korea 2:1

## Schéma zápasů o medaile
Oba semifinálové zápasy se odehrály 9. září, finále a zápas o 3. místo se pak odehrály 11. září.
|  | Semifinále | Semifinále | Semifinále |  |  | Finále      | Finále      | Finále      |
|  |            |            |            |  |  |             |             |             |
|  | 1.A        | Nizozemsko | 1 (pen.:4) |  |  |             |             |             |
|  | 2.B        | Anglie     | 1 (pen.:3) |  |  |             |             |             |
|  |            |            |            |  |  | 1.A         | Nizozemsko  | 1           |
|  |            |            |            |  |  | 1.B         | Argentina   | 3           |
|  | 1.B        | Argentina  | 2          |  |  |             |             |             |
|  | 2.A        | Německo    | 1          |  |  | Třetí místo | Třetí místo | Třetí místo |
|  |            |            |            |  |  | 2.B         | Anglie      | 2           |
|  |            |            |            |  |  | 2.A         | Německo     | 0           |

## Konečné pořadí
| Poř. | Tým          |
| ---- | ------------ |
| 1.   | Argentina    |
| 2.   | Nizozemsko   |
| 3.   | Anglie       |
| 4.   | Německo      |
| 5.   | Austrálie    |
| 6.   | Jižní Korea  |
| 7.   | Nový Zéland  |
| 8.   | Čína         |
| 9.   | Indie        |
| 10.  | Jižní Afrika |
| 11.  | Japonsko     |
| 12.  | Španělsko    |